# Manuel González García
(Manuel González García)
Manuel González García (Siviglia, 25 febbraio 1877 – Madrid, 4 gennaio 1940) è stato un vescovo cattolico spagnolo,
fondatore delle Suore Marie Nazarene; beatificato da papa Giovanni Paolo II nel 2001 e canonizzato il 16 ottobre 2016 da papa Francesco. È chiamato anche "Vescovo del Tabernacolo abbandonato".

## Biografia

### Infanzia e ordinazione presbiterale
Nacque a Siviglia da Martino Gonzáles e Antonia García, oriundi di Antequera; battezzato nella parrocchia di San Bartolomeo e cresimato nel palazzo arcivescovile dal cardinale Zeferino González y Díaz Tuñón, fu ammesso al collegio di San Michele. Nell'ottobre del 1889 entrò nel seminario di Siviglia e si pagò gli studi lavorandovi come inserviente. Nell'aprile del 1894 partecipò al pellegrinaggio a Roma per celebrare il Giubileo episcopale del papa Leone XIII. Nel 1900 ricevette il suddiaconato e l'anno seguente il diaconato. Conseguito il dottorato in teologia, il 21 settembre 1901 venne ordinato sacerdote, a 24 anni, dal cardinale Marcelo Spínola y Maestre; celebrò la sua prima Messa nella chiesa della Santissima Trinità, assistito da don Pietro Ricaldone, futuro rettor maggiore dei Salesiani. Dal febbraio 1902 predicò le missioni popolari a Palomares del Río; è poi mandato all'Ospizio di Anziani delle Piccole Sorelle dei Poveri, in cui rimarrà 3 anni. Nel marzo del 1905 è nominato vicario ed economo della parrocchia di San Pietro a Huelva e pochi mesi dopo arciprete. Qui fonderà l'Opera Eucaristica di Riparazione. Nel 1908 partecipò alla III Settimana Solidale spagnola e nel 1913 al I Congresso Catechistico spagnolo a Valladolid. Nel 1910 scrisse il suo primo libro, Ciò che può un parroco oggi. Diede inizio a numerose opere per la propagazione della devozione eucaristica e fondò le Suore Missionarie Eucaristiche di Nazareth, l'Opera delle Tre Marie e i Discepoli di San Giovanni per i Tabernacoli-Calvari.

### Vescovo di Malaga e di Palencia
Il 6 dicembre 1915 papa Benedetto XV lo nominò vescovo titolare di Olimpo e ausiliare di Malaga. Ricevette l'ordinazione episcopale il 16 gennaio dal cardinale Enrique Almaraz y Santos. Nel 1920 venne nominato vescovo di quella stessa sede, dopo la morte del vescovo residenziale Juan Muñoz y Herrera.
L'11 maggio 1931 il palazzo vescovile venne incendiato e dovette trasferirsi a Gibilterra, ospitato dal vescovo Richard Fitzgerald. Dal 1932 resse la sua diocesi da Madrid, mentre il 5 agosto 1935 papa Pio XI lo nominò vescovo di Palencia, dove svolse gli ultimi anni del suo ministero episcopale.

### Morte
A causa di un'iperuricemia, al tempo incurabile, morì il 4 gennaio 1940, nel sanatorio del Rosario a Madrid, dopo un tentativo improbabile di salvargli la vita. Aveva 62 anni.
È sepolto nella cappella del Santissimo Sacramento della cattedrale di Palencia. Una lapide, nella stessa cappella, mostra le parole del suo testamento:

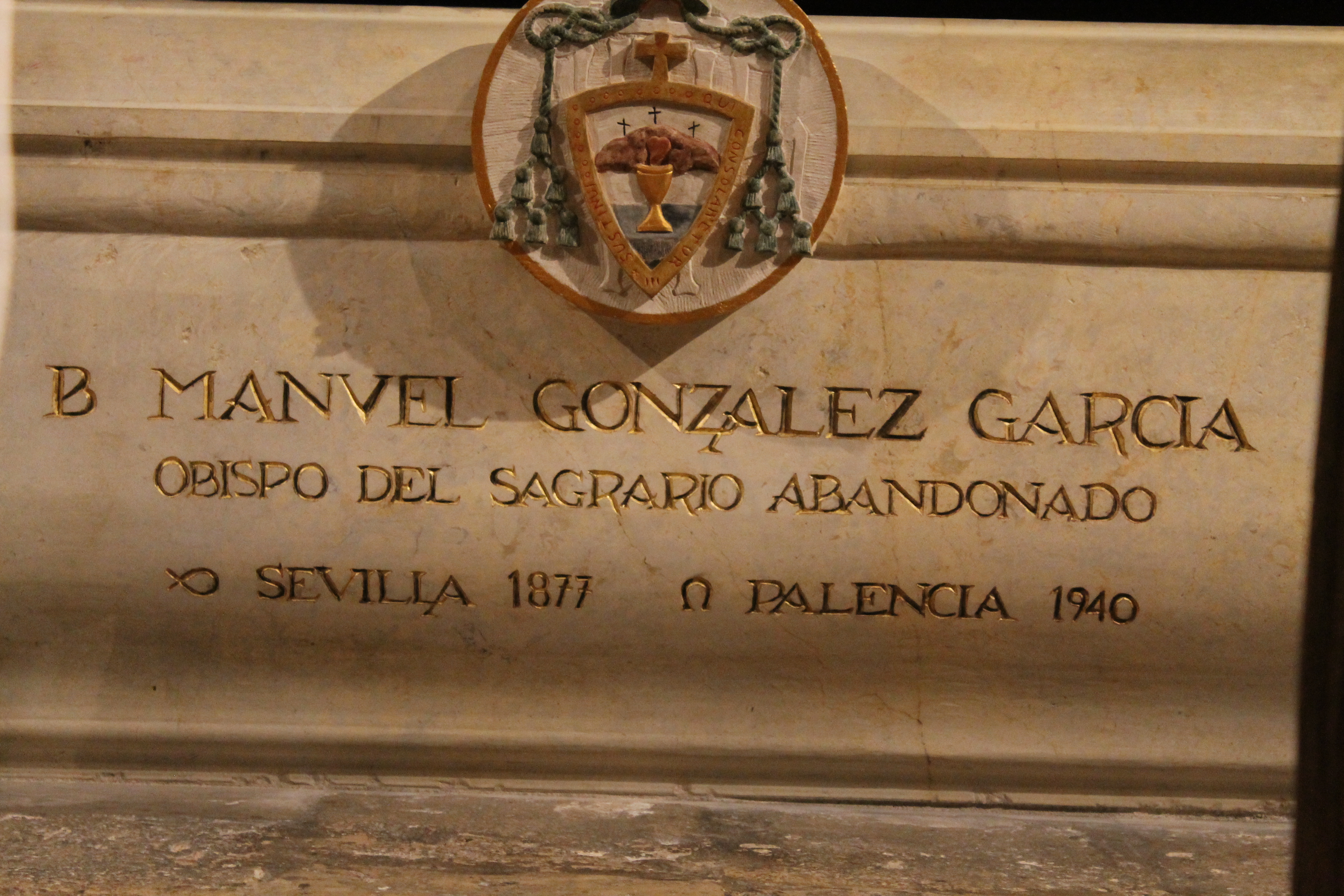
Tomba di Manuel González García nella Cattedrale di Palencia

(Manuel Gonzáles García, Testamento)

## Il culto
La sua memoria liturgica ricorre il 4 gennaio.
Dal Martirologio Romano:
Il 2 maggio 1952 inizia il processo diocesano. Nel 1998 è dichiarato venerabile. Il 29 aprile 2001 è proclamato beato da papa Giovanni Paolo II. È stato canonizzato da papa Francesco il 16 ottobre 2016.
Una parrocchia intitolata al santo spagnolo è presente nel comune di San Sebastián de los Reyes.
In Italia, la parrocchia dei Santi Pietro e Paolo a Cagliari, in data 30 giugno 2003 gli ha dedicato per mano dell'arcivescovo di allora, Ottorino Pietro Alberti, la cappella del Santissimo Sacramento, dove tuttora sono custodite diverse reliquie del santo.

## Genealogia episcopale
La genealogia episcopale è:
- Cardinale Scipione Rebiba
- Cardinale Giulio Antonio Santori
- Cardinale Girolamo Bernerio, O.P.
- Arcivescovo Galeazzo Sanvitale
- Cardinale Ludovico Ludovisi
- Cardinale Luigi Caetani
- Cardinale Ulderico Carpegna
- Cardinale Paluzzo Paluzzi Altieri degli Albertoni
- Papa Benedetto XIII
- Papa Benedetto XIV
- Cardinale Enrico Enriquez
- Cardinale Francisco de Solís Folch de Cardona
- Vescovo Agustín Ayestarán Landa
- Arcivescovo Romualdo Antonio Mon y Velarde
- Cardinale Francisco Javier de Cienfuegos y Jovellanos
- Cardinale Cirilo de Alameda y Brea, O.F.M.
- Cardinale Juan de la Cruz Ignacio Moreno y Maisanove
- Cardinale Ciriaco María Sancha y Hervás
- Cardinale Enrique Almaraz y Santos
- Vescovo Manuel González García